# Ксенофонтова, Анна Ивановна
А́нна Ива́новна Ксено́фонтова (28 октября 1901, станица Константиновская — 21 мая 1966, Москва) — советский учёный-горняк, специалист в области рудничной вентиляции, автор «формул Ксенофонтовой». Профессор (1959), заведующая кафедрой рудничной вентиляции и техники безопасности МГИ (1952), заслуженный деятель науки и техники РСФСР (1963).

## Биография
Анна Ивановна Ксенофонтова родилась в 1901 году. Участница Гражданской войны, член РКП(б) с 1919 года. Направлена на обучение в Московскую горную академию. Ученица академика А. А. Скочинского.
После разделения МГА на шесть вузов в 1930 г. закончила Московский горный институт (сегодня – Горный институт НИТУ «МИСиС») в 1931 году. По предложению А. А. Скочинского была оставлена на кафедре, в Московском горном институте проработала всю свою жизнь. В 1935 году горный инженер А. Ксенофонтова стала первой аспиранткой в истории МГИ, защитившей диссертацию и получившей степень кандидата технических наук.
Заведовала лабораторией вентиляции, с 1952 года — заведующая кафедрой рудничной вентиляции и техники безопасности, приняв эту должность у своего учителя.
А. И. Ксенофонтова внесла значительный вклад в горную науку, была одной из первых ученых, начавших исследование газодинамических процессов в горных выработках. Разработала методы расчёта проветривания подготовительных горных выработок от газообразных продуктов взрыва, количества потребного воздуха для проветривания газовых шахт, экспериментального определения аэродинамического сопротивления горных выработок, методы борьбы c метаном в шахтах — микробиологический и посредством гидравлического разрыва в угольных пластах, нормы допустимых скоростей движения воздуха в очистных и подготовительных выработках по пылевому фактору.
Автор знаменитых «формул Ксенофонтовой», по которым до сих пор горняки рассчитывают вентиляцию выработок, проводимых буровзрывным способом.
Скончалась в 1966 году, похоронена на Новодевичьем кладбище.

Сотрудники Московского и Ленинградского горных институтов на территории МакНИИ перед устьем штольни, в которой они исследовали коэффициент аэродинамического сопротивления выработок (сентябрь 1935 г.). Слева направо: М. М. Ольвовский, А. И. Ксенофонтова, В. Б. Комаров, А. А. Скочинский, К. К. Тетищева

## Избранные труды
- Ксенофонтова А. И. Депрессионные съемки на шахтах / доц. А. И. Ксенофонтова; Под ред. акад. А. А. Скочинского. — Москва ; Ленинград : ОНТИ, Гл. ред. горно-топливной и геол.-развед. лит., 1938
- Ксенофонтова А. И., Берман Л. Ю. Методы подсчета количеств воздуха для проветривания рудников : Ч. 1- / А. И. Ксенофонтова, Л. Ю. Берман; Ин-т горного дела Акад. наук СССР и Макеев. н.-и. ин-т по безопасности труда в горной пром-сти и горно-спасат. делу. — Москва ; Ленинград : Изд-во Акад. наук СССР, 1941.
- Методы подсчета количеств воздуха для проветривания рудников Ксенофонтова : Ч. 1- / А. И. Ксенофонтова, Л. Ю. Берман 1901-; Ин-т горного дела Акад. наук СССР и Макеев. н.-и. ин-т по безопасности труда в горной пром-сти и горно-спасат. делу; Анна Ивановна. Ч. 1: , К вопросу о проветривании горных выработок после взрывных работ в условиях угольных шахт. — 1941.
- Ксенофонтова А. И., Воропаев А. Ф. Проветривание глухих выработок в шахтах : (Расчеты и выбор оборудования) / Сост. под общ. рук. акад. А. А. Скочинского. — Москва ; Ленинград : Углетехиздат, 1947
- Ксенофонтова А. И. Сборник задач по рудничной вентиляции : [Учеб. пособие для горных вузов] / Под ред. акад. А. А. Скочинского. — Москва ; Ленинград : Изд-во и тип. № 3 Углетехиздата в Л., 1948.
- Ксенофонтова А. И., Харев А. А., Карпухин В. Д. Вентиляционное сопротивление горных выработок / Под общ. ред. акад. А. А. Скочинского. — Москва ; Ленинград : Изд-во и 3-я тип. Углетехиздата в Л., 1950.
- Ксенофонтова А. И. Сборник задач по рудничной вентиляции : (Справочные данные для расчетов, примеры с решениями и задачи с ответами) : Учеб. пособие для горных вузов. — 2-е изд., перераб. и доп. — Москва : Углетехиздат, 1954.
- Ксенофонтова А. И., Бурчаков А. С., Орехов В. С. Проветривание подготовительных выработок большой протяженности в газовых шахтах Карагандинского угольного бассейна / М-во высш. образования СССР. Моск. горный ин-т им. И. В. Сталина. — Москва : Б. и., 1959.
- Ксенофонтова А. И., Панов Г. Е., Бурчаков А. С. Результаты внедрения предварительного увлажнения массива угля через шпуры на шахтах № 26, 6/7 и 3 им. Кирова комбината «Карагандауголь», как средства борьбы с пылью / М-во высш. и сред. спец. образования РСФСР. Моск. горный ин-т им. И. В. Сталина. — Москва : Б. и., 1960.
- Бурчаков А. С., Орехов В. С., Ушаков К. З., Ксенофонтова А. И. Метановыделение и пылеобразование в подготовительных выработках большой протяженности шахт Карагандинского бассейна и расчет их проветривания / Моск. горный ин-т им. И. В. Сталина. — Москва : Б. и., 1960.
- Панов Г. Е., Самохвалов Г. К., Бурчаков А. С., Ксенофонтова А. И. Руководство для работников пылевентиляционной службы на угольных шахтах и проектных организаций по предварительному увлажнению угольных пластов через шпуры в лавах с целью снижения пылеобразования / М-во высш. и сред. спец. образования РСФСР. Моск. горный ин-т им. И. В. Сталина. — Москва : Б. и., 1961.
- Ксенофонтова А. И., Бурчаков А. С. Руководство для работников пылевентиляционной службы на угольных шахтах и проектных организаций по применению вентиляции как средства борьбы с пылью / М-во высш. и сред. спец. образ. РСФСР. Моск. горный ин-т им. И. В. Сталина. — Москва : Б. и., 1961.
- Панов Г. Е., Самохвалов Г. К., Бурчаков А. С., Ксенофонтова А. И. Руководство для работников пылевентиляционной службы на угольных шахтах и проектных организаций по предварительному увлажнению угольных пластов через шпуры в подготовительных выработках с целью снижения пылеобразования / М-во высш. и сред. спец. образования РСФСР. Моск. горный ин-т им. И. В. Сталина. — Москва : Б. и., 1961.
- Ксенофонтова А. И., Журавлев В. П., Бурчаков А. С. Руководство для работников пылевентиляционной службы на угольных шахтах по нагнетанию воды в угольные пласты через длинные скважины, параллельные плоскости забоя лавы, впереди его, с целью снижения пылеобразования / М-во высш. и сред. спец. образования РСФСР. Моск. горный ин-т им. И. В. Сталина. — Москва : Б. и., 1961.
- Быков Л. Н., Леонид Николаевич, Климанов А. Д., Ксенофонтова А. И., Анна Ивановна Справочник по рудничной вентиляции / Под ред. проф. А. И. Ксенофонтовой. — Москва : Госгортехиздат, 1962.
- Ксенофонтова А. И., Москаленко Э. М., Бурчаков А. С. Руководство для работников пылевентиляционной службы на угольных шахтах и проектных организаций по применению вентиляции как средства борьбы с пылью / М-во высш. и сред. спец. образования РСФСР. Моск. ин-т радиоэлектроники и горной электромеханики. — Москва : Б. и., 1963.
- Ксенофонтова А. И., Бурчаков А. С., Панов Г. Е. Эффективность предварительного увлажнения угольных пластов и пути ее повышения / Гос. ком. по топливной пром-сти при Госплане СССР. Центр. науч.-исслед. ин-т информации и техн.-экон. исследований угольной пром-сти. — Москва : Б. и., 1963.
- Ксенофонтова А. И., Бурчаков А. С. Теория и практика борьбы с пылью в угольных шахтах. — Москва : Недра, 1965.

## Признание
В 1939 году доцент А. И. Ксенофонтова награждена орденом «Знак Почёта» — «в связи с двадцатилетием со дня создания Горной Академии, за долголетнюю честную работу по выращиванию и воспитанию технических кадров для промышленности». Всего же А.И. Ксенофонтова была награждена двумя орденами "Знак почета", двумя медалями "За тpyдoвyю доблесть", знаком "Шахтерская слава".
В 1963 году профессору А. И. Ксенофонтовой присвоено почетное звание «Заслуженный деятель науки и техники РСФСР».